# 波克罗夫卡市镇 (济马区)
波克罗夫卡市镇（俄语：Покровское муниципальное образование）是俄罗斯联邦伊尔库茨克州济马区所属的一个市镇。其下辖有3个居民点，行政中心为波克罗夫卡。据2016年统计，该市镇的人口为725人。